# 吉星
吉星（1930年10月—2024年10月26日），江苏靖江人，中国人民解放军正军职离休干部、原沈阳军区空军参谋长。

## 生平
吉星1942年11月入伍，1945年9月加入中国共产党。历任卫生处干事、飞行员、飞行中队长、飞行大队长、师飞行技术检查主任、师副参谋长、作战处处长，沈阳军区空军副参谋长等职。
2024年10月26日，吉星因病于上海逝世，享年94岁。讣告刊登在2024年12月7日的《解放军报》。